# Reiteralm
Reiteralm – austriacki ośrodek narciarski w kraju związkowym Styria, w powiecie Liezen. Leży w dolinie Anizy, na granicy Alp Salzburskich i pasma Radstädter Tauern, tuż przy granicy z krajem związkowym Salzburg. Ośrodek znajduje się na wysokości 1741 m. Należy do gminy Pichl-Preunegg. 